# Rem als Jocs Olímpics d'estiu de 1980
Als Jocs Olímpics d'Estiu de 1980 celebrats a la ciutat de Moscou (Unió Soviètica) es disputaren 14 proves de rem, 8 en categoria masculina i 6 en categoria femenina. Les proves tingueren lloc entre els dies 20 i 27 de juliol de 1980 a les instal·lacions esportives de Krylatskoye.
Hi participaren un total de 469 remers, entre ells 313 homes i 156 dones, de 25 comitès nacionals diferents.

## Resum de medalles

### Categoria masculina
| Prova                        | Or | Argent | Bronze |
| Scull individual Detalls     | Pertti Karppinen | Vasily Yakusha | Peter Kersten |
| Doble Scull Detalls          | RDAJoachim Dreifke · Klaus Kroppelien | IugoslàviaZoran Pancic · Milorad Stanulov | TxecoslovàquiaZdeněk Pecka · Václav Vochoska |
| Quàdruple Scull Detalls      | RDA Frank Dundr · Karsten Bunk · Uwe Heppner · Martin Winter                                                                                            | Unió SovièticaYuri Shapochka · Yevgeny Barbakov · Valery Kleshnev · Nikolai Dovgan                                                                | BulgàriaMintcho Nikolov · Lubomir Petrov · Ivo Roussev · Bogdan Dobrev |
| Dos sense timoner Detalls    | RDA Bernd Landvoigt · Jörg Landvoigt | Unió Soviètica Yury Pimenov · Nikolay Pimenov | Regne Unit Charles Wiggin Malcolm Carmichael |
| Dos amb timoner Detalls      | RDAHarald Jahrling · Friedrich-Wilhelm Ulrich · Georg Spohr                                                                                             | Unió SovièticaViktor Pereverzev · Gennady Kryuchkin · Aleksandr Lukyanov                                                                          | IugoslàviaDuško Mrduljaš · Zlatko Celent · Josip Reić |
| Quatre sense timoner Detalls | RDAJurgen Thiele · Andreas Decker · Stefan Semmler · Siegfried Brietzke                                                                                 | Unió SovièticaAleksei Kamkin · Valeri Dolinin · Aleksandr Kulagin · Vitaly Yeliseyev                                                              | Regne Unit John Beattie Ian McNuff David Townsend Martin Cross |
| Quatre amb timoner Detalls   | RDADieter Wendisch · Ullrich Diessner · Walter Diessner · Gottfried Dohn · Andreas Gregor                                                               | Unió SovièticaArtur Garonskis · Dimant Krishianis · Dzintars Krishianis · Zhorzh Tikmers · Yuris Berzynsh                                         | PolòniaGrzegorz Stellak · Adam Tomasiak · Grzegorz Nowak · Ryszard Stadniuk · Ryszard Kubiak                                                                                            |
| Vuit amb timoner Detalls     | RDABernd Krauss · Hans-Peter Koppe · Ulrich Kons · Jörg Friedrich · Jens Doberschutz · Ulrich Karnatz · Uwe Duhring · Berno Hoing · Klaus-Dieter Ludwig | Regne Unit Duncan McDougall Allan Whitwell Henry Clay Chris Mahoney Andrew Justice John Pritchard Malcolm McGowan Richard Stanhope Colin Moynihan | Unió SovièticaViktor Kokdshin · Andrey Tishchenko · Aleksandr Tkachenko · Jonas Pintskus · Jonas Normantas · Andrei Lugin · Aleksandr Mantsevich · Igor Maistrenko · Grigory Dmitrienko |

### Categoria femenina
| Prova                               | Or | Argent | Bronze |
| Scull individual Detalls            | Sanda Toma | Antonina Makhina | Martina Schroter |
| Doble Scull Detalls                 | Unió SovièticaYelena Khloptseva · Larisa Popova | RDACornelia Linse · Heidi Westphal | Olga Homeghi · Valeria Răcilă |
| Quàdruple Scull amb timoner Detalls | RDASybille Reinhardt · Jutta Ploch · Jutta Lau · Roswietha Zobelt · Liane Buhr                                                                       | Unió SovièticaAntonina Pustovit · Yelena Matievskaya · Olga Vasilchenko · Nadezhda Lyubimova · Nina Txeremíssina                                                                     | BulgàriaMariana Serbezova · Rumeliana Bontxeva · Dolores Nakova · Anka Bakova · Anka Gheorghieva                                                                 |
| Dos sense timoner Detalls           | RDAUte Steindorf · Cornelia Klier | PolòniaMalgorzata Dluzewska · Czeslawa Koscianska | BulgàriaSiika Barboulova · Stoyanka Kubatova |
| Quatre amb timoner Detalls          | RDARamona Kapheim · Silvia Frohlich · Angelika Noack · Romy Saalfeld · Kirsten Wenzel                                                                | BulgàriaGinka Gyurova · Mariika Modeva · Rita Todorova · Iskra Velinova · Nadejda Filipova                                                                                           | Unió SovièticaMariya Fadeyeva · Galina Sovetnikova · Marina Studneva · Svetlana Semyonova · Nina Txeremíssina                                                    |
| Vuit amb timoner Detalls            | RDAMartina Boesler · Kersten Neisser · Christiane Kopke · Birgit Schutz · Gabriele Kuhn · Ilona Richter · Marita Sandig · Karin Metze · Marina Wilke | Unió SovièticaOlga Pivovarova · Nina Umanets · Nadezhda Prishchepa · Valentina Zhulina · Tatyana Stetsenko · Yelena Tereshina · Nina Preobrazhenskaya · Mariya Pazyun · Nina Frolova | RomaniaAngelica Aposteanu · Marlena Zagoni · Rodica Frintu · Florica Bucur · Rodica Puscatu · Ana lluita · Maria Constantinescu · Elena Bondar · Elena Dobritoiu |

## Medaller
| Posició | País           | Or | Argent | Bronze | Total |
| 1       | RDA            | 11 | 1      | 2      | 14    |
| 2       | Unió Soviètica | 1  | 9      | 2      | 12    |
| 3       | Romania        | 1  | 0      | 2      | 3     |
| 4       | Finlàndia      | 1  | 0      | 0      | 1     |
| 5       | Bulgària       | 0  | 1      | 3      | 4     |
| 6       | Regne Unit     | 0  | 1      | 2      | 3     |
| 7       | Iugoslàvia     | 0  | 1      | 1      | 2     |
| 7       | Polònia        | 0  | 1      | 1      | 2     |
| 9       | Txecoslovàquia | 0  | 0      | 1      | 1     |